# Patrick Liewig
Patrick Liewig est un entraîneur français de football, né le 4 octobre 1950.

## Biographie

### Carrière d'entraîneur
- 1989-1999 : Manager général adjoint du centre de formation du Paris SG ( France)
- 1999-2001 : Responsable du centre de formation d'Al Wahda Abu Dhabi ( Émirats arabes unis)
- 2001-2003 : Sélectionneur des U-20 des émirats arabes Unis ( Émirats arabes unis)
- 2004-2009 : Entraîneur de l'ASEC Mimosas ( Côte d'Ivoire)
- 2009-2009 : Directeur sportif à l'ASEC Mimosas ( Côte d'Ivoire)
- 2009-2011 : Entraîneur du Stade tunisien ( Tunisie)
- 2011-2012 : Manager général au Club africain ( Tunisie)
- juin 2012-août 2012 : Entraîneur de l'MC Alger ( Algérie)
- oct. 2012-nov. 2012 : Entraîneur d'EGS Gafsa ( Tunisie)[1]
- depuis jan. 2013 : Entraineur du Simba SC ( Tanzanie)

### Palmarès
- Championnat de Côte d'Ivoire de football (3)
  - Champion : 2004, 2005, 2006
  - Vice-champion : 2007, 2008
- Coupe de Côte d'Ivoire de football (3)
  - Vainqueur : 2005, 2007, 2008
- Coupe Félix-Houphouët-Boigny (4)
  - Vainqueur : 2005, 2007, 2008, 2009
- Ligue des champions d'Afrique
  - Demi-finaliste en 2006.